# Traian Dorgoșan
Traian Dorgoșan (n. 30 iulie 1935, Secusigiu, județul Arad – d. 8 iulie 2017, Gătaia, județul Timiș) a fost un poet român.

## Biografie
Traian Dorgoșan (Ioan)  s-a născut la 30 iulie 1935, în localitatea Secusigiu, județul Arad. Studiile preuniversitare le-a făcut în Giarmata și Timișoara.. A urmat studii universitare (neabsolvite) la Facultatea de Arte Plastice și Facultatea de Filologie din cadrul Universității din Timișoara. A practicat diverse meserii: bibliograf la Centrul de librării Timișoara (1957-1962), corector la cotidianul Drapelul roșu (1962-1965), profesor la Liceul din Recaș, pedagog școlar la Liceul Industrial nr. 8 din Timișoara, bibliotecar la Fabrica de pâine.
Debutează cu poezie în revista Scrisul bănățean, în nr.3 din martie 1958. Primul volum, intitulat Cellalt geamăn, îi apare în 1972 la Editura Facla din Timișoara.Colaborează la reviste literare locale și centrale ca: Orizont (revistă), Luceafărul (revistă), Tribuna, Contemporanul, România literară.În anul 2000 este distins cu Premiul pentru poezie al Uniunii Scriitorilor, Filiala Timișoara.

## Opera
Cellalt geamăn, Editura Facla, Timișoara, 1972
Lacrimă albastră, Editura Facla, Timișoara, 1979
Circusparada (antologie), Editura Hestia, Timișoara, 2000
Imperiul Marelui Ridicol (integrala poetică, postum), Biblioteca Județeană Timiș „Sorin Titel”, Timișoara, 2019

## Legături externe
Nițu, Maria, Traian Dorgoșan și Calea Regală, accesat în 16 iunie 2020
In memoriam Traian Dorgoșan, accesat în 16 iunie 2020
Ungureanu, Cornel, Traian Dorgoșan, după o jumătate de vec, accesat în 16 iunie 2020
Bodnaru, Adrian, Boema, însă Traian Dorgoșan..., accesat în 16 iunie 2020
Biblioteca Județeană Timiș „Sorin Titel”, Dorgoșan, Traian (Ioan) (1935-2017), accesat în 16 iunie 2020